# Condado de Loup
El condado de Loup (en inglés: Loup County), fundado en 1883 es un condado del estado estadounidense de Nebraska. En el año 2000 tenía una población de 712 habitantes con una densidad de población de 0,48 personas por km². La sede del condado es Taylor.

## Geografía
Según la oficina del censo el condado tiene una superficie total de 1479 km² (571 mi²), de los que 1476 km² (569,9 mi²) son tierra y 3 km² (1,2 mi²) (0.13%) son agua.

### Condados adyacentes
- Condado de Holt - noreste
- Condado de Garfield - este
- Condado de Custer - sur
- Condado de Blaine - oeste
- Condado de Brown - noroeste
- Condado de Rock - norte

## Demografía
Según el censo del 2000 la renta per cápita media de los habitantes del condado era de 26.250 dólares y el ingreso medio de una familia era de 27.788 dólares. En el año 2000 los hombres tenían unos ingresos anuales 20.515 dólares frente a los 20.972 dólares que percibían las mujeres. El ingreso por habitante era de 12.427 dólares y alrededor de un 17.70% de la población estaba bajo el umbral de pobreza nacional.

## Ciudades y pueblos
- Taylor
- Almeria